# Percival Proctor
Percival P-14 Proctor byl britský jednomotorový dvoumístný dolnoplošník celodřevěné konstrukce pro spojovací účely a výcvik.

## Vývoj
Letoun Proctor byl vojenskou variantou britských sportovních a cestovních strojů Percival Vega Gull, které Royal Air Force zařadilo do služby. Celodřevěných letounů Vega Gullů, jejichž prototyp vzlétl v roce 1935, se do roku 1939 dostalo do britského královského letectva 15 a byly využívány ke spojovacím a kurýrním účelům.
První prototyp čistě vojenského letounu Proctor Mk.I (sér. č. P5998) vzlétl 8. října 1939 a začal se vzápětí sériově vyrábět. Celková produkce třímístných Mk.I pro RAF dosáhla počtu 245 kusů (P5998 až P6322 a R7485 až R7529), z nichž 25 dodala manchesterská společnost F. Hills & Sons.
Verze Proctor Mk.II (BV535 až BV658, Z7193 až Z7256) již neměla zdvojené řízení a sloužila k výcviku radistů. 50 letounů bylo vyprodukováno v subverzi Proctor Mk.IIa (X8825 až X8912).
V roce 1941 byl zalétán prototyp Proctor Mk.III, určený rovněž k výcviku radiooperátorů. Kromě prvního exempláře vyrobeného společností Percival byly ostatní kusy dodány firmou F. Hills & Sons.
Rekonstrukcí původního draku Mk.III, zahrnující zvětšení délky, výšky a šířky trupu, zvýšení počtu členů osádky na 4 a zesílení draku, vznikla varianta Proctor Mk.IV. Sériové stroje byly vybaveny radiostanicemi z bojových letounů a sloužily k výcviku radistů vícemístných letadel. Pohon zajišťoval výkonnější motor, invertní vzduchem chlazený řadový šestiválec de Havilland Gipsy Queen II o výkonu 154 kW s dvoulistou celokovovou stavitelnou vrtulí. Některé byly v pozdějším období přestavěny na kurýrní s dvojím řízením. První z 256 Mk.IV byly RAF dodávány od dubna 1943. Percival dodal 6 kusů (MX450 až MX455), zbylých 250 vzniklo ve dvou sériích u Hillse (NP156 až NP403 a RM160 až RM230).
Do roku 1945 bylo vyprodukováno celkem 1268 kusů letounů včetně civilní verze Proctor Mk.V pro přepravu 4 osob.
Po druhé světové válce sloužily stroje Percival Proctor i v Československu, kde byly označeny jako K-71.

## Specifikace

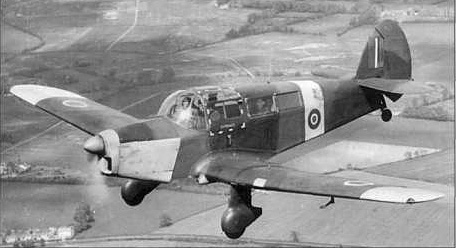
Percival Proctor Mk.I

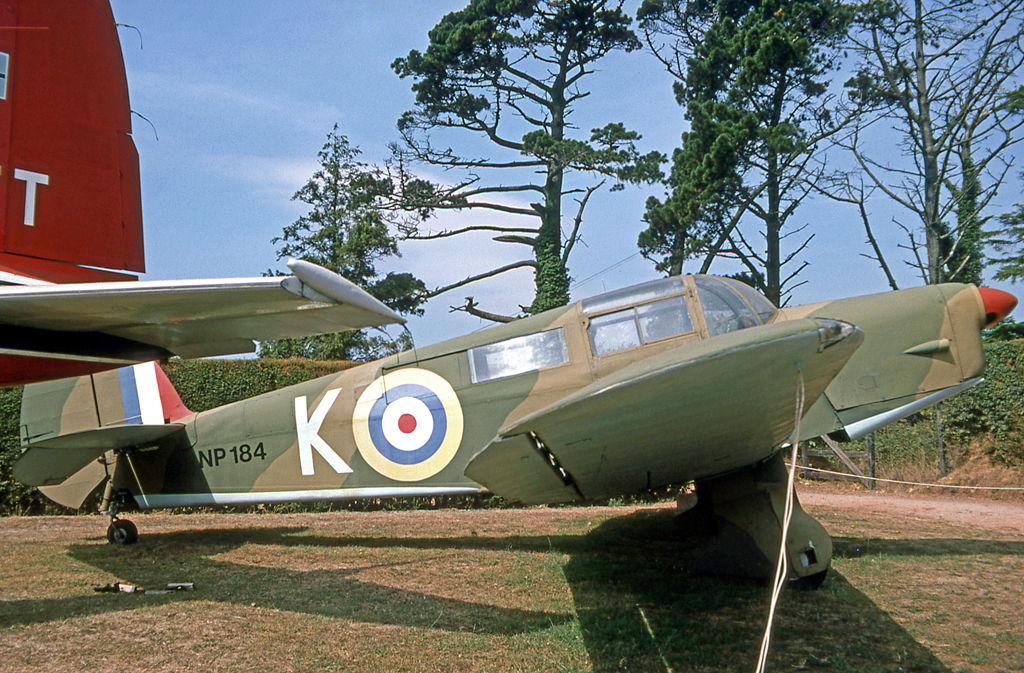
Percival P.31 Proctor IV, (NP184, G-ANYP).

### Technické údaje
- Osádka: 1
- Kapacita: 2–4 cestující (dle verze)
- Rozpětí: 12,04 m
- Délka: 8,59 m
- Výška: 2,21 m
- Nosná plocha: 18,77 m²
- Hmotnost prázdného letounu: 1075 kg
- Vzletová hmotnost: 1588 kg
- Pohonná jednotka: 1× invertní šestiválcový řadový motor de Havilland Gipsy Six

### Výkony
- Maximální rychlost: 257 km/h
- Cestovní rychlost: 250 km/h
- Dostup: 4260 m
- Maximální dolet: 1260 km